# Little Mix
Little Mix – brytyjski żeński zespół wokalny założony w 2011, w którego skład wchodzą Jade Thirlwall, Perrie Edwards i Leigh-Anne Pinnock.
Zwyciężczynie ósmego sezonu programu telewizyjnego The X Factor w 2011. Po wygraniu programu podpisały kontrakt płytowy z Syco Music, wytwórnią muzyczną Simona Cowella, a także wydały własną wersję utworu Damiena Rice’a „Cannonball”. W listopadzie 2012 wydały debiutancki album studyjny pt. DNA, który zadebiutował na czwartym miejscu amerykańskiej listy Billboard 200, bijąc rekord ustanowiony przez formację Spice Girls na najlepszy debiut pierwszego wydawnictwa brytyjskiego artysty w Stanach Zjednoczonych. W 2013 wydały drugi album pt. Salute, który również był wysoko notowany na liście. W 2015 wydały trzeci album pt. Get Weird, który zdobył certyfikat podwójnej platynowej płyty, nadany przez Brytyjski Przemysł Fonograficzny. W 2016 zaprezentowały czwarty album pt. Glory Days, który stał się światowym fenomenem, docierając na szczyt notowania UK Albums Chart i stając się najszybciej sprzedającym się albumem na terenie Wielkiej Brytanii od czasów płyty Davida Bowiego pt. Blackstar z 2016. W 2018 wydały piąty album pt. LM5, który został przyjęty pozytywnie przez krytyków muzycznych. 6 listopada 2020 wydały szósty album zatytułowany Confetti.
Laureatki czterech statuetek Europejskich Nagród Muzycznych MTV dla najlepszego brytyjskiego i irlandzkiego wykonawcy, dwóch nagród Brit Awards, a także Teen Choice Awards i Glamour Awards. W 2017 znalazły się w rankingu „100 najbardziej wpływowych Brytyjczyków” sporządzonym przez firmę Debrett’s.
14 grudnia 2020 roku Jesy Nelson ogłosiła swoje odejście z zespołu, co uargumentowała zbyt dużą presją, która negatywnie wpłynęła na jej zdrowie psychiczne. Piosenkarka zmagała się z problemami na tym tle od wielu lat.

## Skład zespołu

### Perrie Edwards
Perrie Louise Edwards urodziła się 10 lipca 1993 i była wychowana w osadzie Whiteleas w South Shields w Tyne and Wear przez rodziców Alexandra Edwardsa i Deborah Duffy. Ma starszego brata o imieniu Jonnie oraz młodszą, przyrodnią siostrę, Caitlin. Podczas castingu do programu The X Factor wykonała utwór kanadyjskiej piosenkarki Alanis Morissette, „You Oughta Know”. Uczęszczała do szkoły podstawowej Radipole w Weymouth, w hrabstwie Dorset, potem do szkoły katolickiej SS Peter and Paul RC Primary School. Studiowała w Mortimer Community College, ale później przeniosła się do Newcastle College, gdzie otrzymała dyplom BTEC za sztukę sceniczną. Jako nastolatka mieszkała przez dwa lata w mieście Hamilton w Nowej Zelandii. Od dziecka cierpi ona na atrezję przełyku i anosmię (brak zmysłu węchu).

### Jade Thirlwall
Jade Amelia Thirlwall urodziła się 26 grudnia 1992, będąc wychowana w osadzie Laygate w South Shields w Tyne and Wear jako pół egipcjanka, pół jemenka. Jest ona córką Jamesa Thirlwalla i Normy Badwi, a także starszą siostrą młodszego brata Karla. Do przesłuchań w programie The X Factor zgłosiła się dwukrotnie, w 2008 i 2010, gdzie odpadła na etapie bootcampu. Studiowała kilkadziesiąt dziedzin związanych ze sztuką sceniczną w koledżu w South Tyneside. W książce wydanej przez zespół, pt. Our World ujawniła o borykaniu się z jadłowstrętem psychicznym (anoreksją), czego powodem była przemoc w szkole oraz śmierć jej dziadka. Thirlwall jest sojuszniczką społeczności LGBTQ+. W kwietniu 2019 podpisała kontrakt wraz z Leigh-Anne Pinnock z TwentySeven i została oficjalną autorką tekstów piosenek. W październiku otworzyła własny bar koktajlowy oraz była jurorką w jednym z odcinków brytyjskiej edycji programu RuPaul’s Drag Race. W tym samym roku podczas wyborów parlamentarnych w Wielkiej Brytanii stała się z jedną osób aprobujących Partię Pracy.

### Leigh-Anne Pinnock
Leigh-Anne Pinnock urodziła się 4 października 1991, będąc wychowana również w High Wycombe w Buckinghamshire jako córka Johna Pinnocka i Deborah Thornhill. Jest ona pochodzenia barbadoskiego i jamajskiego. Przed dołączeniem do zespołu pracowała jako kelnerka w Pizza Hut. Podczas przesłuchań do The X Factor wykonała utwór Rihanny „Only Girl (In the World)”. Przez pierwsze lata działalności grupy, jak sama przyznała, czuła się „niewidzialna”, zmagała się także z różnymi przejawami rasizmu. Od lutego 2015 prowadzi bloga modowego w serwisie Tumblr, „Leigh Loves”. W kwietniu 2019 r. stała się wraz z Gabrielle Urquhart założycielką marki In’a’Seashell, sprzedającej stroje kąpielowe, a także w tym samym czasie u boku Thirlwall oficjalnie autorką tekstów po podpisaniu umowy z TwentySeven.

### Jesy Nelson
Jessica Louise Nelson urodziła się 14 czerwca 1991 r. i była wychowana w mieście Romford, zlokalizowanym w zachodniej części Londynu przez rodziców Johna Nelsona i Janice White. Ma starszą siostrę, Jade, a także dwóch starszych braci o imionach Joseph i Jonathan. Podczas castingu do The X Factor wykonała ona utwór „Bust Your Windows” Jazmine Sullivan. Po dołączeniu do Little Mix, była ofiarą przemocy w sieci oraz nie radziła sobie z czasem będąc jeszcze w programie. Uczęszczała do Jo Richardson Community School, a następnie do Abbs Cross Academy & Arts College w Hornchurch. Uczęszczała także do szkoły teatralnych im. Sylvii Young i Yvonne Rhodes. W 2014 roku zaczęła się spotykać z liderem zespołu Rixton, Jakiem Roche’em. Zaręczyli się oni w połowie lipca 2015, natomiast zerwali w listopadzie 2016. Grała główną rolę w filmie dokumentalnym Jesy Nelson: Odd One Out z 2019, skupiającym się na jej wizerunku, zdrowiu psychicznym i cybernękaniu. Ujawniła w nim, że w 2013 z powodu nienawiści ludzi oraz komentarzy na temat jej wyglądu oraz wagi próbowała popełnić samobójstwo. W listopadzie 2019 dokument otrzymał złotą nagrodę podczas OnSide Awards, a także zwyciężył w kategorii „The Factual Award” podczas 25. ceremonii rozdania nagród National Television Awards.

## Historia

### 2011–2015:The X Factori pierwsze albumy
Grupa powstała 19 sierpnia 2011 podczas ósmej serii brytyjskiej wersji programu The X Factor. Na casting dziewczyny przyszły jako solistki, lecz zostały połączone w grupę, której mentorką została Tulisa Contostavlos. Na początku lipca 2012 na oficjalnym kanale YouTube girlsband opublikował lyric video do „Wings”, pierwszego singla promującego debiutancki album. Singiel stał się numerem 1. na świecie, a kilka dni później pojawił się także teledysk do utworu. We wrześniu 2012 ujawniły okładkę i tytuł swojej debiutanckiej płyty pt. DNA, a także tytuł drugiego singla, również „DNA”. 19 listopada 2012 wydały debiutancką płytę, która powstała w wytwórni Simona Cowella – Syco. 11 listopada 2013 w Wielkiej Brytanii został wydany drugi album pt. Salute.
Na gali Brit Awards 2015 potwierdziły nagranie nowego albumu, opisując go jako „cały, nowy dźwięk”, myśląc też o wydaniu go w 2015. Mając prawie 100 piosenek napisanych na album, 21 maja 2015 wydały główny singiel, „Black Magic”. Singiel przez trzy tygodnie utrzymał się na 1. miejscu na liście UK Singles Chart, będąc pierwszym singlem grupy dziewczęcej, który osiągnął taki wynik. Singiel znalazł się też na 8. pozycji w Australii oraz 67. w Stanach Zjednoczonych, stając się najwyżej notowanym singlem w kraju. Grupa wystąpiła pierwszy raz wraz ze singlem na stadionie Wembley podczas Capital Summertime Ball 2015, oraz zaśpiewała inne single ze swojego repertuaru. Girlsband wystąpił też śpiewając „Black Magic” podczas Teen Choice Awards w sierpniu 2015, wygrywając też na gali swoją pierwszą nominację. Wraz ze współpracą z innymi autorami tekstów, Little Mix zostały autorkami tekstu singla Britney Spears oraz Iggy Azalei, „Pretty Girls”, wydanego w maju 2015.
15 lipca 2015 oznajmiły, że trzeci album będzie zatytułowany Get Weird. 25 września 2015 wydały jedynie drugi singiel z ich płyty, „Love Me Like You”, który został wykonany premierowo w australijskiej wersji programu X Factor w październiku 2015, następnie na Royal Albert Hall w grudniu 2015 oraz na Capital Jingle Bell Ball. 6 listopada wydały album Get Weird, z którym zadebiutowały na 2. miejscu listy UK Albums Chart i 13. na liście Billboard 200, dzięki czemu Little Mix stało się jedyną grupą z Wielkiej Brytanii, mającą swoje trzy albumy, które zadebiutowały w Top 15 amerykańskiej listy. Płyta jest pokryta dwukrotną platyną w Wielkiej Brytanii oraz do sierpnia 2016 sprzedała ponad 600 tys. kopii. Podczas finału brytyjskiego X Factor wystąpiły z medleyem singli „Black Magic” i piosenki „Sax” Fleur East. 5 grudnia 2015 potwierdziły, że trzecim singlem z albumu będzie „Secret Love Song”, zawierający gościnne wokale Jasona Derulo. Oficjalnie został on wydany 3 lutego 2016. 24 lutego zaśpiewały go na gali Brit Awards 2016, na której były nominowane do zdobycia statuetek w kategoriach Najlepszy brytyjski singiel oraz Najlepsze video brytyjskie.
13 marca 2016 wyruszyły w trasę koncertową pt. The Get Weird Tour, która obejmowała występy w Europie, Australii i Azji. Ustanowiły rekord najlepiej sprzedającej się trasy arenowej w Wielkiej Brytanii w 2016. 11 kwietnia 2016 potwierdziły, że czwartym i ostatnim singlem z płyty będzie „Hair”, który zawiera wers od Seana Paula. Został on wydany 15 kwietnia 2016 i zajął 11. miejsce na liście UK Singles Chart oraz 10. miejsce w Australii.

### 2016–2017:Glory Daysi reedycja
21 czerwca 2016 potwierdziły rozpoczęcie pracy nad czwartym albumem studyjnym, który miał ukazać się „przed świętami Bożego Narodzenia”. W wywiadzie podczas V Festival w Chelmsford oznajmiły, że ich główny singiel z albumu, „Shout Out to My Ex”, zostanie wydany w październiku 2016. Piosenka została wydana 16 października po występie grupy w programie X Factor. Singiel zadebiutował na pierwszym miejscu w Wielkiej Brytanii, sprzedając się w 67-tysięcznym nakładzie w sieci. Album pt. Glory Days ukazał się 18 listopada 2016 i zadebiutował na miejscu pierwszym na liście albumów w Wielkiej Brytanii, sprzedając się w nakładzie ponad 96 tys. egzemplarzy. 5 grudnia 2016 ogłosiły, że drugim singlem z Glory Days zostanie „Touch”, który został wydany 18 grudnia 2016 i osiągnął 4. pozycję na UK Singles Chart. Od 3 lutego do 15 kwietnia supportowały Arianę Grande podczas jej drugiej, światowej trasy pt. Dangerous Woman Tour. Na gali Brit Awards 2017 zostały nominowane do trzech kategorii, wygrywając nagrodę w kategorii za „Najlepszy singiel brytyjski” (za „Shout Out to My Ex”). 3 marca 2017 wydały trzeci singiel z płyty, „No More Sad Songs”. 21 maja wyruszyły w trasę promującą ich czwarty album, The Glory Days Tour. Do 3 września była ona częścią letniej trasy, Summer Shout Out Tour, natomiast od 9 października do 26 listopada była ona częścią Glory Days Tour. 26 maja 2017 zaprezentowały czwarty singiel z płyty, „Power” (z gościnnym udziałem angielskiego rapera Stormzy’ego).
W sierpniu 2017 wraz z latynoskim boysbandem CNCO wydały zremiksowaną wersję ich singla „Reggaeton Lento”. Singiel znalazł się na reedycji czwartego albumu girlsbandu pt. Glory Days: The Platinum Edition, która została wydana 24 listopada 2017.

### Od 2018: Letnia trasa koncertowa iLM5
27 listopada 2017 ogłosiły letnią trasę koncertową pt. The Summer Hits Tour, której sprzedaż biletów rozpoczęła się 30 listopada. Trasa ruszyła 24 marca 2018 koncertem w Chibie (Japonia), gdzie odbywał się festiwal PopSpring, natomiast zakończyła się 29 lipca w Inverness (Szkocja). 13 stycznia 2018 były nominowane do 38. ceremonii rozdania nagród BRIT Awards w kategoriach „Najlepszy brytyjski singel” i „Najlepszy brytyjski teledysk”. Tydzień po gali zostały laureatkami trzech nagród na pierwszej gali Global Awards. W maju potwierdziły zakończenie produkcji ich piątego albumu studyjnego oraz ogłosiły kolejną trasę koncertową. 22 czerwca pojawiły się gościnnie w singlu grupy Cheat Codes „Only You”, który znalazł się na ścieżce dźwiękowej The Pool Party, promującej program randkowy ITV Love Island. 12 października wydały pierwszy singiel z nowej płyty, „Woman Like Me” z gościnnym udziałem Nicki Minaj. Do utworu wypuściły teledysk, który od premiery osiągnął wynik ponad 200 mln wyświetleń w serwisie YouTube. Z singlem zajęły drugie miejsce na liście UK Singles Chart. 10 listopada zakończyły działalność z wytwórnią Syco Music, co tłumaczyły „słabą promocją materiału”. Podpisały kontrakt płytowy z wytwórnią RCA Records, pod której szyldem 16 listopada wydały piąty album studyjny pt. LM5, zawierający 14 nagrań. 20 lutego 2019 zostały ogłoszone zdobywczyniami statuetki w kategorii „Najlepszy brytyjski teledysk” (za utwór „Woman Like Me”) na 39. rozdaniu nagród BRIT Awards. 14 czerwca wydały singiel „Bounce Back”.

## Inspiracje muzyczne
Inspiracjami muzycznymi Perrie Edwards są Christina Aguilera, Whitney Houston, Mariah Carey, Michael Jackson, oraz Steve Perry z amerykańskiego zespołu Journey. Jesy Nelson inspiruje się Spice Girls, TLC, i Missy Elliott. Dla Leigh-Anne Pinnock, Mariah Carey jest największą inspiracją muzyczną, natomiast dla Jade Thirlwall, Diana Ross, jej ulubiona wokalistka. Inspiracjami muzycznymi całej grupy są Beyonce, Destiny’s Child, En Vogue, Rihanna, oraz Michael Jackson.

## Dyskografia

### Albumy studyjne
| Tytuł                                   | Dane dot. albumu                                                                                     | Pozycja na liście | Pozycja na liście | Pozycja na liście | Pozycja na liście | Pozycja na liście | Pozycja na liście | Pozycja na liście | Pozycja na liście | Certyfikat                                                                                                  |
| Tytuł                                   | Dane dot. albumu                                                                                     | UK                | AUS               | CAN               | IRL               | JPN               | NZL               | USA               | POL               | Certyfikat                                                                                                  |
| --------------------------------------- | --- | ----------------- | ----------------- | ----------------- | ----------------- | ----------------- | ----------------- | ----------------- | ----------------- | --- |
| DNA                                     | - Data: 19 listopada 2012 - Wydawca: Syco, Columbia - Formaty: CD, digital download                  | 3                 | 10                | 4                 | 3                 | 20                | 14                | 4                 | –                 | - UK: platynowa płyta - AUS: złota płyta - IRL: złota płyta                                                 |
| Salute                                  | - Data: 8 listopada 2013 - Wydawca: Syco, Columbia - Formaty: CD, digital download                   | 4                 | 4                 | 7                 | 7                 | 36                | 11                | 6                 | –                 | - UK: platynowa płyta                                                                                       |
| Get Weird                               | - Data: 6 listopada 2015 - Wydawca: Syco, Columbia - Formaty: CD, digital download                   | 2                 | 2                 | 12                | 1                 | 35                | 8                 | 13                | –                 | - UK: 2× platynowa płyta - AUS: złota płyta                                                                 |
| Glory Days                              | - Data: 18 listopada 2016 - Wydawca: Syco, Columbia - Formaty: CD, winyl, digital download           | 1                 | 2                 | 21                | 1                 | 41                | 9                 | 25                | 30                | - UK: 3× platynowa płyta - AUS: złota płyta - CAN: złota płyta - IRL: 2× platynowa płyta - MEX: złota płyta |
| LM5                                     | - Data: 16 listopada 2018 - Wydawca: Syco, Columbia - Formaty: CD, winyl, digital download           | 3                 | 8                 | 25                | 2                 | 60                | 6                 | 40                | 42                | - UK: platynowa płyta - POL: złota płyta                                                                    |
| Confetti                                | - Data: 6 listopada 2020 - Wydawca: RCA UK - Formaty: CD, winyl, kaseta, digital download            | 2                 | 7                 | 37                | 1                 | 104               | 7                 | 85                | 11                | - UK: złota płyta                                                                                           |
| Between Us                              | - Data: 12 listopada 2021 - Wydawca: Sony Music Entertainment - Formaty: CD, winyl, digital download |                   |                   |                   |                   |                   |                   |                   |                   | |
| „–” oznacza, że album nie był notowany. | |                   |                   |                   |                   |                   |                   |                   |                   | |

### Single
| Tytuł                                             | Rok  | Pozycja na liście | Pozycja na liście | Pozycja na liście | Pozycja na liście | Pozycja na liście | Pozycja na liście | Certyfikat | Album                                      |
| Tytuł                                             | Rok  | UK                | AUS               | CAN               | NZL               | POL               | USA               | Certyfikat | Album                                      |
| ------------------------------------------------- | ---- | ----------------- | ----------------- | ----------------- | ----------------- | ----------------- | ----------------- | --- | ------------------------------------------ |
| „Cannonball”                                      | 2011 | 1                 | –                 | –                 | –                 | –                 | –                 | - UK: złota płyta | –                                          |
| „Wings”                                           | 2012 | 1                 | 3                 | 69                | 15                | –                 | 79                | - UK: platynowa płyta - AUS: 3× platynowa płyta - CAN: złota płyta - NZ: złota płyta - USA: złota płyta                               | DNA                                        |
| „DNA”                                             | 2012 | 3                 | 48                | –                 | –                 | –                 | –                 | - UK: złota płyta - AUS: złota płyta                                                                                                  | DNA                                        |
| „Change Your Life”                                | 2013 | 12                | 8                 | –                 | 29                | –                 | –                 | - UK: srebrna płyta - AUS: 2× platynowa płyta - NZ: złota płyta                                                                       | DNA                                        |
| „How Ya Doin’?” (gościnnie Missy Elliott)         | 2013 | 16                | 29                | –                 | –                 | –                 | –                 | - AUS: złota płyta | DNA                                        |
| „Move”                                            | 2013 | 3                 | 26                | –                 | 12                | –                 | –                 | - UK: platynowa płyta - AUS: złota płyta                                                                                              | Salute                                     |
| „Little Me”                                       | 2013 | 14                | 85                | –                 | –                 | –                 | –                 | - UK: srebrna płyta | Salute                                     |
| „Word Up!”                                        | 2014 | 6                 | 45                | –                 | –                 | –                 | –                 | | –                                          |
| „Salute”                                          | 2014 | 6                 | –                 | –                 | –                 | –                 | –                 | - UK: platynowa płyta | Salute                                     |
| „Black Magic”                                     | 2015 | 1                 | 8                 | 52                | 31                | –                 | 67                | - UK: 3× platynowa płyta - AUS: 2× platynowa płyta - CAN: platynowa płyta - NZ: złota płyta - USA: złota płyta - POL: platynowa płyta | Get Weird                                  |
| „Love Me Like You”                                | 2015 | 11                | 27                | –                 | –                 | –                 | –                 | - UK: platynowa płyta - POL: złota płyta                                                                                              | Get Weird                                  |
| „Secret Love Song” (gościnnie Jason Derulo)       | 2016 | 6                 | 16                | –                 | 18                | 62                | –                 | - UK: 2× platynowa płyta - AUS: 2× platynowa płyta - NZ: platynowa płyta - POL: złota płyta                                           | Get Weird                                  |
| „Hair” (gościnnie Sean Paul)                      | 2016 | 11                | 10                | –                 | 32                | –                 | –                 | - UK: platynowa płyta - AUS: 2× platynowa płyta                                                                                       | Get Weird                                  |
| „Shout Out to My Ex”                              | 2016 | 1                 | 4                 | 37                | 7                 | –                 | 69                | - UK: 3× platynowa płyta - AUS: 3× platynowa płyta - CAN: platynowa płyta - NZ: złota płyta - POL: złota płyta                        | Glory Days                                 |
| „Touch”                                           | 2017 | 4                 | 13                | 57                | 22                | –                 | –                 | - UK: 2× platynowa płyta - AUS: 2× platynowa płyta - CAN: platynowa płyta - NZ: złota płyta - POL: złota płyta                        | Glory Days                                 |
| „No More Sad Songs” (gościnnie Machine Gun Kelly) | 2017 | 15                | –                 | –                 | –                 | –                 | –                 | - UK: platynowa płyta | Glory Days                                 |
| „Power” (gościnnie Stormzy)                       | 2017 | 6                 | –                 | –                 | –                 | –                 | –                 | - UK: 2× platynowa płyta - POL: złota płyta                                                                                           | Glory Days                                 |
| „Reggaetón Lento” (oraz CNCO)                     | 2017 | 5                 | 68                | 96                | –                 | 27                | –                 | - UK: platynowa płyta - AUS: złota płyta - POL: platynowa płyta                                                                       | Glory Days: The Platinum Edition oraz CNCO |
| „Only You” (oraz Cheat Codes)                     | 2018 | 13                | 92                | –                 | –                 | –                 | –                 | - UK: platynowa płyta - POL: złota płyta                                                                                              | LM5                                        |
| „Woman Like Me” (gościnnie Nicki Minaj)           | 2018 | 2                 | 23                | 60                | 23                | –                 | –                 | - UK: platynowa płyta - CAN: złota płyta - POL: platynowa płyta                                                                       | LM5                                        |
| „Think About Us” (gościnnie Ty Dolla Sign)        | 2019 | 22                | –                 | –                 | –                 | –                 | –                 | - UK: złota płyta - POL: złota płyta                                                                                                  | LM5                                        |
| „Bounce Back”                                     | 2019 | 10                | 86                | –                 | –                 | –                 | –                 | - UK: srebrna płyta | –                                          |
| „One I've Been Missing”                           | 2019 | 59                | –                 | –                 | –                 | –                 | –                 | | –                                          |
| „Break Up Song”                                   | 2020 | 9                 | –                 | –                 | –                 | –                 | –                 | - UK: złota płyta | Confetti                                   |
| „Holiday”                                         | 2020 | 15                | –                 | –                 | –                 | –                 | –                 | - UK: złota płyta | Confetti                                   |
| „Sweet Melody”                                    | 2020 | 1                 | –                 | –                 | –                 | –                 | –                 | - UK: platynowa płyta - POL: złota płyta - BRL: platynowa płyta                                                                       | Confetti                                   |
| „No Time For Tears”                               | 2020 | 19                | –                 | –                 | –                 | –                 | –                 | - UK: srebrna płyta | –                                          |
| „Confetti”                                        | 2021 | 9                 | –                 | –                 | –                 | –                 | –                 | - UK: srebrna płyta | Confetti                                   |
| „Heartbreak Anthem”                               | 2021 | 3                 | 49                | 86                | –                 | 26                | –                 | - UK: srebrna płyta - POL: platynowa płyta                                                                                            | Between Us                                 |
| „Kiss my (uh-oh)” (oraz Anne-Marie)               | 2021 | 17                | –                 | –                 | –                 | –                 | –                 | – | Therapy                                    |
| „–” oznacza że pozycja nie była notowana          |      |                   |                   |                   |                   |                   |                   | |                                            |